# طاق تیتوس
تاق پیروزی تیتوس Arch of Titus نام طاق نصرتی است دارای یک طاق که در راه مقدس (Via Sacra) در جنوب شرقی فوروم رومی در شهر رم، ایتالیا، قرار گرفته است.
این طاق کمی پس از درگذشت تیتوس، امپراتور روم ساخته شد.

## نگارخانه

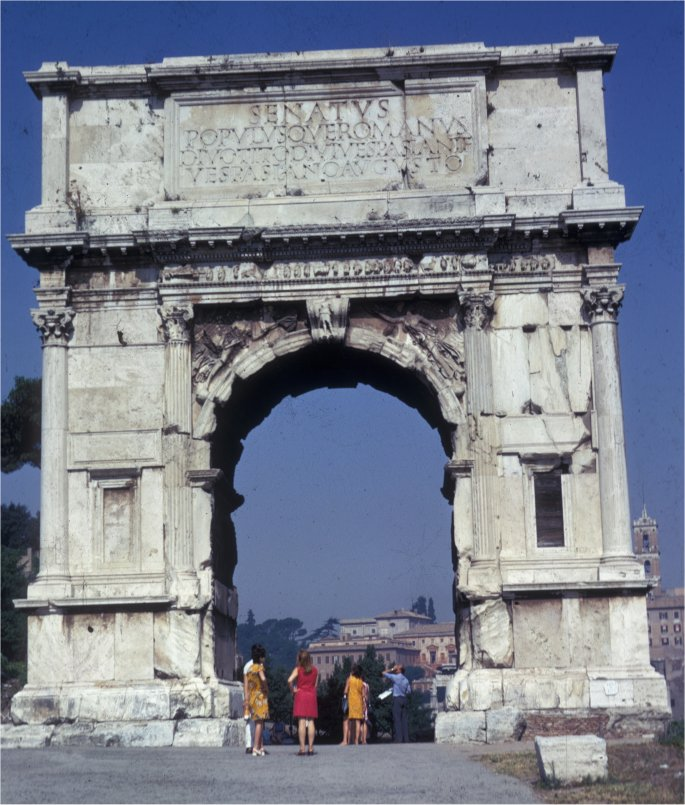
طاق نصرت تیتوس
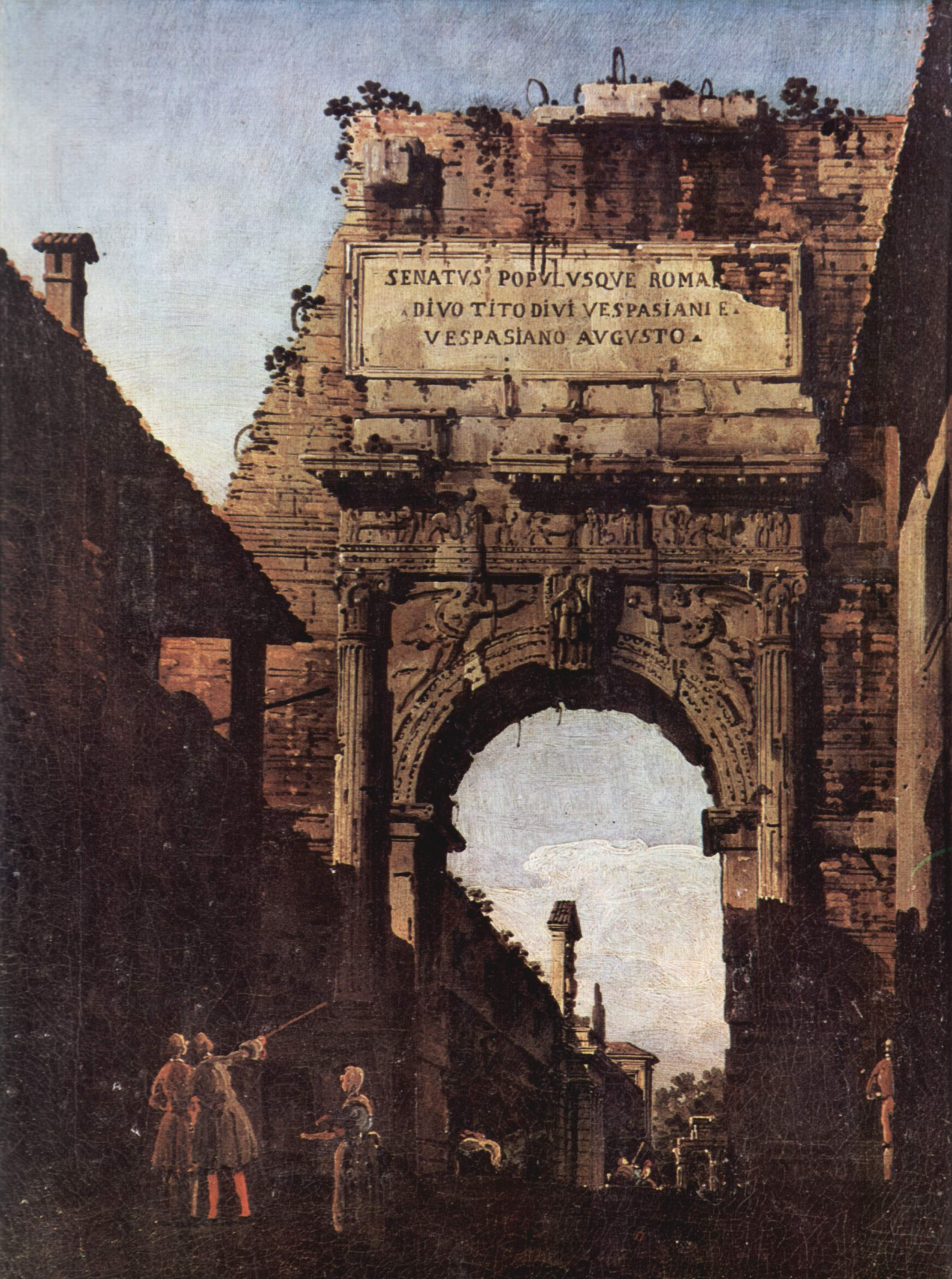
طاق تیتوس در ۱۷۴۴ م.، پیش از بازسازی. نقاشی اثر کانالتو.
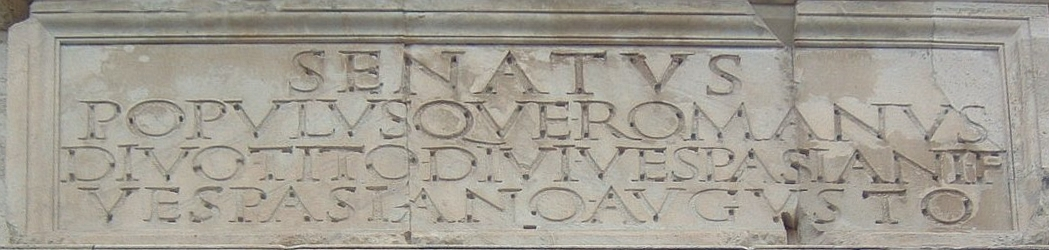
سنگ‌نبشته